# Dialogurile morților
Dialogurile morților (în greacă Νεκρικοί Διάλογοι, transliterat: Nekrikoi dialogoi) este o lucrare din 166 și 167 de Lucian din Samosata cu dialoguri între zei sau personaje din mitologia greacă și unele personaje reale sau fictive și eroi ai Greciei clasice și elenistice, chiar și unele romane. Aceste dialoguri, 30 în total, au loc în lumea de dincolo păgână greacă, Hades, astfel încât majoritatea personajelor au decedat deja. Colecția face parte dintr-un grup format cu alte trei dialoguri ale sale: Dialogurile zeilor, Dialoguri marine și Dialogurile curtezanelor, în care zeii Olimpului, zeii și creaturile mării și alte personaje conversează.
Dialogurile morților și Dialogurile zeilor au apărut într-un volum dublu în 1944 la editura Eminescu, colecția Biblioteca Eminescu, în traducerea lui Ștefan Bezdechi.

## Cuprins
- Dialogul I: Diogene și Pollux
- Dialogul II: Pluton, Menip, Midas, Sardanapal și Croesus
- Dialogul III: Menip, Amfiloc și Trofoniu

- Dialogul IV: Charon și Hermes
- Dialogul V: Hades și Hermes
- Dialogul VI: Tersion și Hades

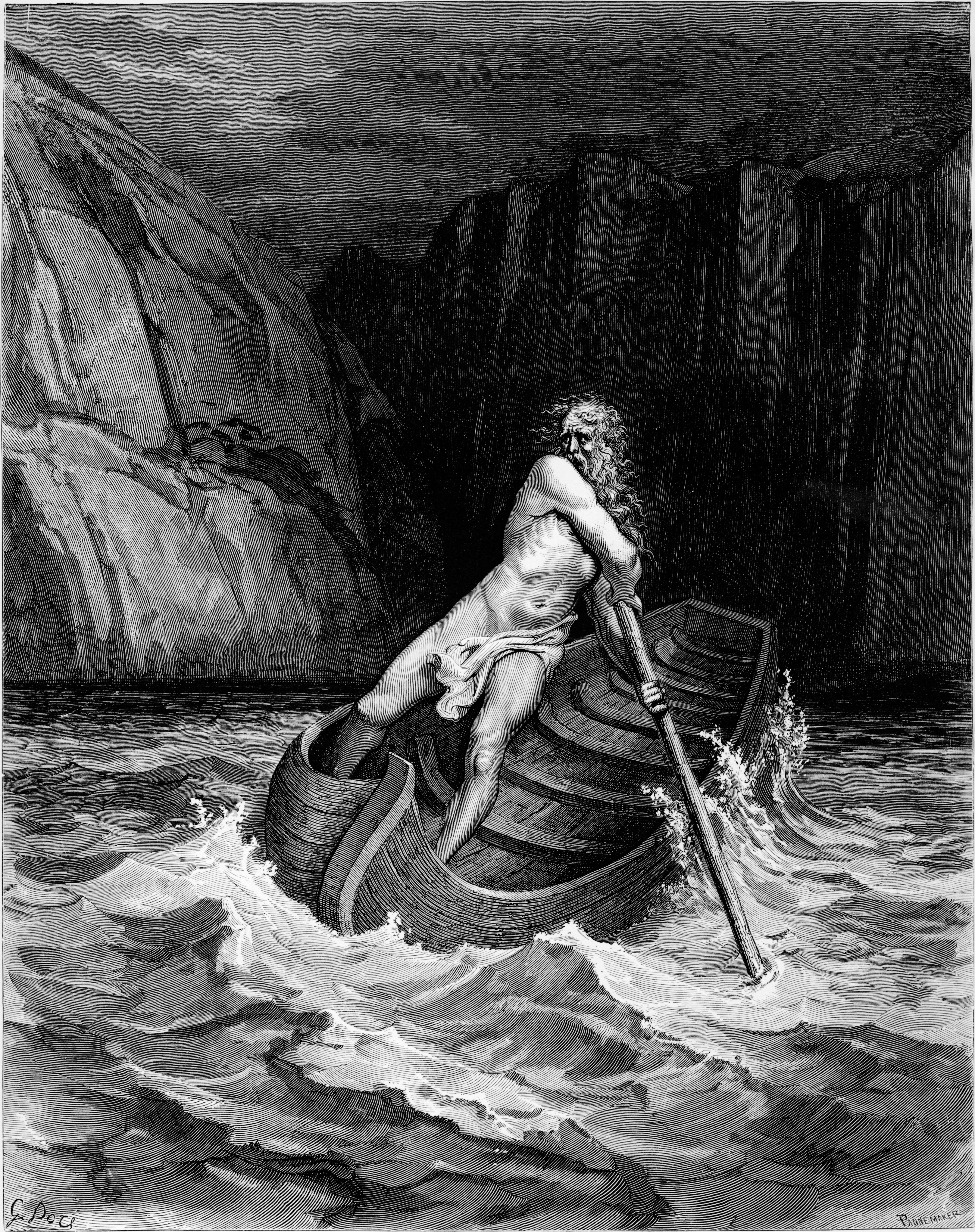
Charon de Gustave Doré, ilustrație pentru Infernul (Dante)

- Dialogul VII: Zenofante și Calidemidas
- Dialogul VIII: Cnemone și Damnipo
- Dialogul IX: Simile și Polistratus
- Dialogul X: Charon, Hermes și diverși morți
- Dialogul XI: Diogene și Crates
- Dialogul XII: Alexandru, Hannibal, Minos și Scipio

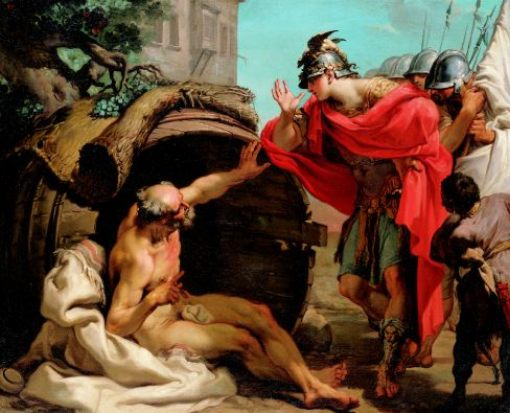
Gaetano Gandolfi - Alexandru și Diogene

- Dialogul XIII: Alexandru și Diogene
- Dialogul XIV: Alexandru cel Mare și Filip al II-lea
- Dialogul XV: Ahile și Antiloh
- Dialogul XVI: Heracles și Diogene
- Dialogul XVII: Menip și Tantalus
- Dialogul XVIII: Menip și Hermes
- Dialogul XIX: Aeacus, Protesilaus, Menelaus și Paris
- Dialogul XX: Menip, Aeacus și unii filosofi
- Dialogul XXI: Menip și Cerber
- Dialogul XXII: Charon, Menippus și Hermes
- Dialogul XXIII: Protesilaus, Pluton si Proserpina
- Dialogul XXIV: Mausol și Diogene din Sinop
- Dialogul XXV: Nireu, Tersite și Menip
- Dialogul XXVI: Menippus și Chiron
- Dialogul XXVII: Diogene, Antistene și Crates
- Dialogul XXVIII: Menip și Tiresias
- Dialogul XXIX: Aiax și Agamemnon
- Dialogul XXX: Minos și Sostrat (un hoț celebru)